# Хала Сатавахана
Хала, также Халя или Гала (Hâla — «сошник»; англ. King Hala), из рода Сатавахана, — древнеиндийский правитель (ок. 20-24 годов н. э.) из сатаваханской династии на территории Деккана и поэт, автор большой лирической антологии «Сапташатакам» («Saptaçatakam» — «семьсот стихов») на языке пракрит.

## Жизнеописание
В романе на языке махараштри «Лилавати» (Lilavati; ок. 800 года) описывается его роман с принцессой Симхаладвипы (Simhaladvipa; отождествляется с современной Шри-Ланкой). Виджаянанда (Vijayananda), главнокомандующий армии Халы, провёл успешную кампанию на острове Ланка (Цейлоне). На обратном пути он остановился в Сапта Годавари Бхимам (Sapta Godavari Bhimam). Там он узнал о Лилавати, прекрасной дочери царя Цейлона. Он рассказал её историю Хале. Король Хала освободил Лилавати и женился на ней.

## «Сапташатакам»
Лирическая антология царя Халы называется «Сапташатакам» («Saptaçatakam» — «семьсот стихов»), хотя их действительное число в различных редакциях колеблется между 1100—1200). Многочисленные лирические стихотворения, входящие в состав антологии, написаны на одном из позднейших видоизменений санскрита — пракрите и имеют преимущественно эротическое содержание; есть также много изящных и тонких жанровых картинок.

### Переводы
- Метрические переводы — Herm. Brunnhofer[нем.], «Ueber den Geist der indischen Lyrik» (Лейпциг, 1882)[2];
- прозаический перевод А. Вебера, который издал также оригинал («Abhandlungen für die Kunde des Morgenlandes», т. V, № 3 и т. VII, № 4, и отдельно, Лейпциг, 1881)[2].